# Permiso de viaje continental para residentes de Taiwán
El permiso de viaje continental para residentes de Taiwán, también conocido como el Pase de compatriota de Taiwán (台灣居民來往大陸大陸通行證 en chino abreviado como 台胞證), es un tipo de documento viajero expedido por el gobierno de la República Popular China (PRC por sus iniciales en inglés) a los ciudadanos de la República de China (ROC) quienes tienes sus registros de hogares in Taiwán. Por razones políticas e históricas, el gobierno chino se refiere a estos ciudadanos como “residentes chinos de Taiwán”.
Titulares de este permiso pueden viajar a y quedar en la China continental por estancia indefinida por cualquier motivo.
Porque los documentos idénticos expedidos por el gobierno taiwanés no son reconocidos por el gobierno chino, el permiso funciona como el documento viajero y documento idéntico primerio para los taiwaneses en el territorio chino, y se usa en todas ocasiones en lugar del pasaporte taiwanés.

## Antecedentes y uso
Por el estatus político especial de Taiwán, ningún de la PRC ni la ROC reconoce los pasaportes expedidos por el otro, y además ningún considera viajes entre la parte de China continental y la isla de Taiwán como viajes internacionales. Por eso, es permiso has sido expedido para funcionar como el documento viajero para que los residentes taiwaneses viajen a la China continental desde el año 1987, cuando el entonces presidente de la ROC Chiang Ching-kuo decidió de levantar la prohibición mutuo de viaje a través del estrecho de Taiwán.
El diseño de los permisos viejos, expedido hasta el julio de 2015, se toma la forma de un pasaporte de lectura-mecánica, pero no incluye el emblema de la República Popular China imprimido en la portada como el pasaporte chino normal. Este documento contiene 32 páginas y queda valido por 5 años. El diseño de la versión actual toma la forma de una tarjeta de ID, y parece casi idéntica al ‘permiso de viaje al interior de china para residentes de Hong Kong y Macao’, excepto por unas diferencias menoras, como el esquema de color. Los permisos actuales también quedan válidos por 5 años.
Este permiso de entrada también funciona como la tarjeta de ID de facto para los ciudadanos taiwanese en la China continental. Por tanto, se acepta el permiso en casos de las compras de bienes raíces, las transacciones bancarias, el tratamiento medical, el empleo, y más.
Por su uso como tarjeta de ID y el aumento de los taiwaneses asentados en la China continental, la Oficina de Asuntos de Taiwán (la agencia administrativa del gobierno chino que es responsable para las políticas relacionadas con Taiwán) anunció que, desde del 24 de septiembre de 2008, el número de serie de este permiso no cambiará por la vida del titular.
El permiso funcionaba como el único documento de identificación para los taiwaneses en la China continental hasta la emisión del Permiso de residencia para residentes de Taiwán in septiembre de 2018.

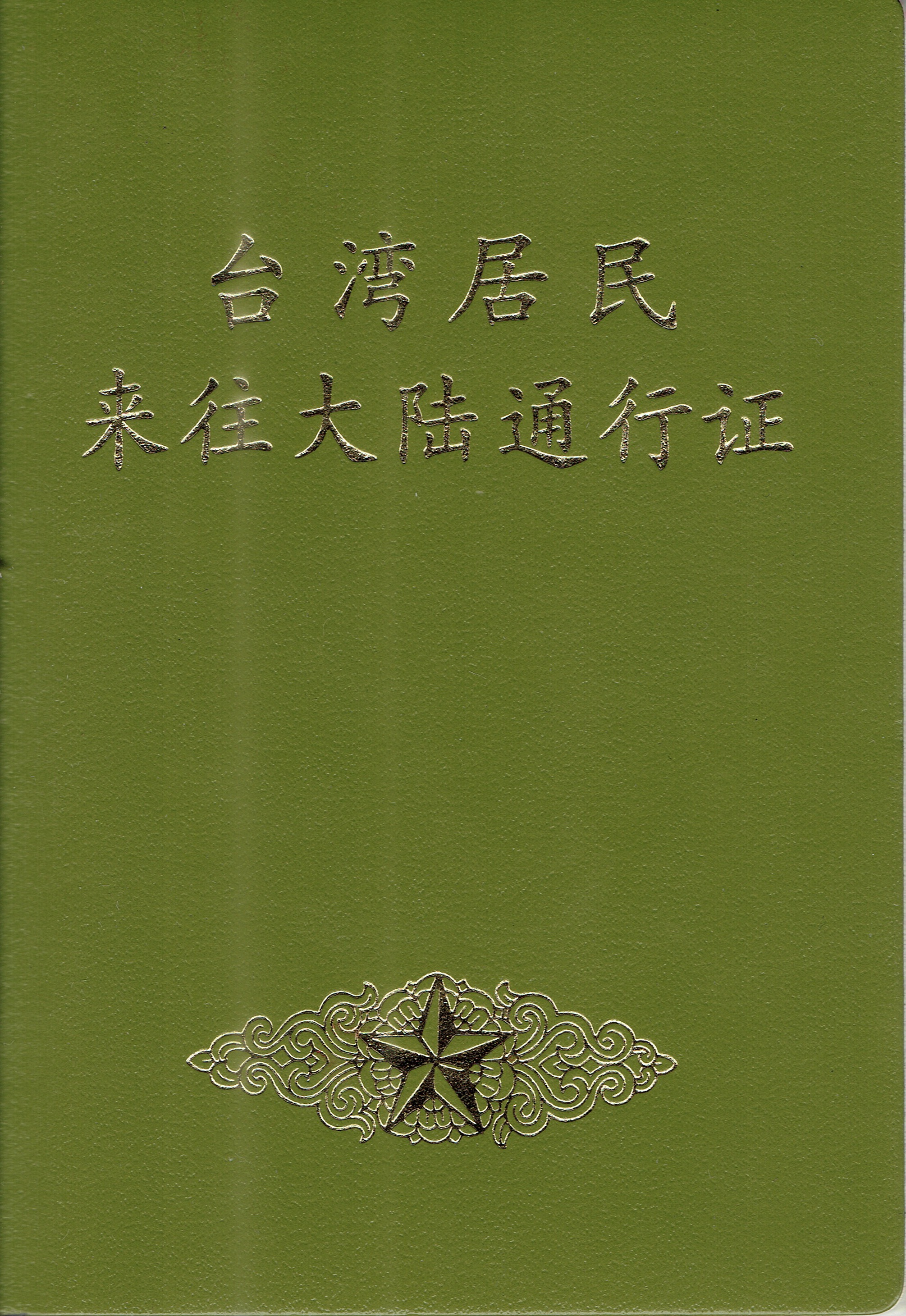
Cobertura del permiso de viaje emitido antes del 1 de julio de 2015

## Solicitud

### Permiso a largo plazo
Un ciudadano taiwanés puede solicitar un permiso en las sucursales en Hong Kong o Macao de “China Travel Service” o, más comúnmente, a través de agencias de viaje en Taiwán). No es posible solicitarlo directamente desde una institución china ubicado en Taiwán. Se puede renovar a través de ambos métodos enumerados anteriormente, y también a través de las oficinas de Administración de Entrada-Salida en la China continental.
El 6 de noviembre de 2023, la Administración de Entrada-Salida anunció que, desde 2024, será posible solicitar un permiso directamente en línea.

### Permiso de sola entrada
Los taiwaneses quienes necesitan viajar a la China continental y no poseen un permiso valido actualmente (quienes nunca han tenido este permiso o sus permisos han vencidos) pueden aplicar por un permiso de sola entrada en varios puertos de entrada (aeropuertos en China). Para ser eligible, el viajero taiwanese tiene que poseer su pasaporte taiwanés vigente por un mínimo de 6 meses, su tarjeta de identidad nacional de Taiwán, y dos fotos de 2 pulgares. Algunos aeropuertos también requieren documentos adicionales, tal como un billete de vuelte desde China o una carta de invitación. Este permiso de sola entra queda vigente por 3 meses, antes de que el viajero necesita salir de la China continental.

## Aspecto físico (posterior a 2015)
Todos los permisos expedidos desde 2015 han tomado el diseño actual de la tarjeta de ID, aunque los permisos de sola entrada parecen más como los permisos de forma pasaporte vieja. 
El permiso de diseño tarjeta está diseñado y producido en acuerdo con los estándares de la OACI. El lado frontal incluye información personal del titular, como su foto, sus nombres en chino e inglés, su fecha de nacimiento, su sexo, e información sobre el documento mismo, como el periodo de validez, la autoridad y ubicación de expedición, el número del permiso, etc. El reverso incluye el nombre y número de identificación de titular como figura en sus documentos taiwaneses y la zona de lectura-mecánica. 
El frente de la tarjeta también incluye el texto “THIS CARD IS INTENDED FOR ITS HOLDER TO TRAVEL TO THE MAINLAND OF CHINA” en inglés para evitar dificultades logísticas cuando el titular viaje de algún país o territorio donde no se habla chino.

### Anverso (información personal)
Como las versiones nuevas del “Permiso de viaje al interior de china para residentes de Hong Kong y Macao” y el “Permiso de entrada-salida para viajar desde y hacia Hong Kong y Macao”, el permiso de viaje continental incluye una foto primaria a la izquierda, y una segunda foto pequeña a la derecha. El frente también incluye: 
- Nombre: el nombre del titular en chino y su romanización, mostrado en dos filas (el nombre chino en caracteres chinos simplificados, y el nombre inglés como figura en su pasaporte)
- Fecha de nacimiento: en el formato YYYY.MM.DD
- Sex: 男 (hombre) o 女 (mujer)
- Periodo de validez: en el formato YYYY.MM.DD (fecha de expedición) – YYYY.MM.DD (fecha de vencimiento)
- Autoridad de expedición: la Administración de Entrada y Salida de la República Popular China (antes del 1 de abril de 2019, fue la Oficina de la Administración de Entrada-Salida del Ministerio de la Seguridad Pública)
- Número del permiso: número de 8 dígitos
- Número de expediciones: número de 2 dígitos, empezando con 01
- Note explicativa: “THIS CARD IS INTENDED FOR ITS HOLDER TO TRAVEL TO THE MAINLAND OF CHINA”

### Reverso (otra información)
- Nombre como en la tarjeta de identidad nacional de Taiwán: el nombre del titular, escrito en caracteres chinos tradicionales, como figura en la tarjeta de identidad nacional de la ROC
- Número de identidad de Taiwán: una letra seguido por 9 dígitos
- Información sobre cualquier permiso(s) previo(s): Nota cualquier permisos y números de los permisos que el titular ha poseído
- Zona de lectura-mecánica

## Uso del permiso en Hong Kong y Macao
Ciudadanos taiwaneses pueden usar sus pasaportes taiwaneses o sus permisos de viaje continental para entrar a Hong Kong. Para los titulares de pasaportes taiwaneses, también se requiero una “registración de pre-llegada” (imprimido) con el pasaporte. Independientemente del documento usado, los taiwaneses tienen acceso sin visa durante 30 días a Hong Kong.
Los taiwaneses pueden usar cualquier documento para visitar a Macao sin visa durante 30 días.